# Vienna Open 2003
Il Vienna Open 2003, noto anche come Bank Austria Tennis Trophy per motivi di sponsorizzazione, è stato un torneo di tennis giocato sul cemento indoor.
È stata la 29ª edizione del Vienna Open e faceva parte della categoria International Series Gold nell'ambito dell'ATP Tour 2003. Il torneo si è giocato alla Wiener Stadthalle di Vienna in Austria, dal 6 al 12 ottobre 2003.

## Campioni

### Singolare maschile
Roger Federer ha battuto in finale  Carlos Moyá con il punteggio di 6–3, 6–3, 6–3

### Doppio maschile
Yves Allegro /  Roger Federer hanno battuto in finale  Mahesh Bhupathi /  Maks Mirny con il punteggio di 7–6(7), 7–5